# Криптограммы Бейла
Криптограммы Бейла — три зашифрованных сообщения, предположительно, несущих в себе информацию о местонахождении клада из золота, серебра и драгоценных камней, зарытых на территории Виргинии неподалёку от Линчберга партией золотоискателей под предводительством Томаса Джефферсона Бейла. Стоимость не найденного до сих пор клада в пересчёте на современные деньги должна составлять около 30 млн долларов. Загадка о местонахождении криптограмм не раскрыта до сих пор. Также спорным остается вопрос о существовании клада.

## Появление легенды
Впервые информация о так называемых «сокровищах Бейла» появилась в 1865 году вместе с изданием брошюры неизвестного автора, полное название которой звучало следующим образом: «Документы Бейла или книга, содержащая подлинные факты касательно сокровища, зарытого в 1819 и 1821 годах неподалёку от Бафордса, округ Бедфорд, Виргиния, и не найденного до настоящего времени». Издателем выступил Джеймс Беверли Уорд, предоставивший рукопись библиотеке Конгресса, где она хранится до настоящего времени. Сам автор предпочёл остаться неизвестным, объяснив это желанием оградить себя от настойчивого внимания прессы и потенциальных охотников за кладом.
Брошюра была выпущена издательством «Вирджиниан Бук» в Линчберге, штат Виргиния, её стоимость составляла 50 центов. Неудивительно, что издание немедленно привлекло к себе внимание, и несмотря на то, что большая часть тиража в 1861 году была уничтожена пожаром, оставшиеся экземпляры стали библиографической ценностью. Легенда о сокровищах Бейла оказалась весьма живучей, и несмотря на многочисленные скептические высказывания, привлекает к себе интерес до сих пор.

## Предыстория

### Роберт Моррис
Брошюра неизвестного автора открывается историей Роберта Морриса (1771—1863), уроженца штата Мэриленд (США). Моррис начинал свою карьеру в качестве оптового торговца табаком в Линчберге, штат Виргиния, и первоначально весьма преуспевал, сколотив значительное состояние и расширив свою торговлю. Впрочем, колебание цен на табак и склонность Роберта Морриса к авантюрному ведению бизнеса в достаточно скором времени привели его к почти полному разорению.
Вынужденный вновь начинать с нуля, Моррис благодаря своему добродушному характеру и «непоколебимой честности» сумел сохранить дружбу с многими горожанами, поэтому они пришли к нему на помощь в тяжелую минуту. На оставшиеся и занятые деньги он арендовал на десять лет гостиницу «Арлингтон», а когда дело пошло на лад, и эта гостиница стала одной из лучших в городе, он взял в аренду «Вашингтон-отель», где его постояльцем и стал человек по фамилии Бейл.

### Томас Джефферсон Бейл
В нем было около шести футов роста, — вспоминал Роберт Моррис о Томасе Джефферсоне Бейле, — глаза — агатово-черные, волосы того же цвета, надо сказать, прическу он носил чуть длиннее чем полагалось по тогдашней моде. Он был хорошо сложен и крепко сбит, весь его вид говорил о необычайной силе и энергичности, при том, что кожа у него была обветренной, темной и грубой, выдубленной от солнца и ветра, однако это никоим образом не портило его. Я думал про себя, что более видного человека мне ещё не приходилось встречать.
Если верить брошюре, человек по имени Томас Дж. Бейл, охотник на бизонов, впервые появился в Линчберге, штат Виргиния в январе 1820 года «в поисках отдыха и развлечений». Сперва он был в сопровождении двух друзей, они вскоре уехали, а Томас Дж. Бейл оставался в гостинице Морриса вплоть до начала марта.
Он никогда не рассказывал ничего ни о себе, ни о своей семье, но по неким косвенным признакам Моррис предположил, что тот был уроженцем Западной Виргинии, человеком достаточно образованным и состоятельным, впрочем, Бейла отличал явно авантюрный характер и неутолимая тяга к приключениям, не позволявшая ему долго оставаться на одном месте.
Второй и последний раз он появился в январе 1822 года и уехал в начале весны уже навсегда, оставив на хранение Моррису запертую на ключ железную коробку, «в которой лежали бумаги исключительной важности».
9 мая того же года Моррис получил последнее письмо от Т. Дж. Бейла, в котором сообщалось, что Т. Дж. Бейл отправляется охотиться на бизонов и медведей-гризли на великих равнинах и планирует вновь посетить Линчберг в 1824 году. Это письмо сопровождалось просьбой сохранить оставленную коробку в полной безопасности до его возвращения или появления посланного им гонца, и если ни то ни другое в конечном итоге не произойдет, вскрыть по истечении десяти лет.
Моррис действительно выжидал вплоть до 1832 года, пока не стало ясно, что на возвращение Бейла надежды нет.
В это время ходили упорные слухи об индейских набегах и зверских убийствах белых, но имя Бейла никогда при этом не называлось. Что произошло с ним и его компаньонами так и осталось неизвестным. Погиб ли он от рук индейцев или был растерзан дикими зверями в Скалистых горах, замерз ли он или умер от голода, так навсегда и осталось неизвестным. Ясно было одно – из всей веселой компании молодых и галантных мужчин, кипучая жизнерадостность которых подвигла их на поиски жизни, полной приключений и риска, покинув удобство и скромные радости домашней жизни ради опасностей и лишений, их ожидавших в самом скором времени, в живых не остался никто.
Моррис выжидал вплоть до 1845 года, и наконец решился взломать замок.
В коробке лежали несколько не представляющих интереса денежных расписок, два письма, адресованных ему самому и три листка бумаги, сплошь исписанные рядами цифр.

### Сокровище Бейла
Если верить второму письму, в 1817 году Бейл вместе с отрядом из 30 человек, избравших его своим «капитаном», отправился, как то ему было привычно, охотиться на Великие равнины. В помощь был нанят проводник и несколько слуг, отряд был хорошо вооружен и снабжен всем необходимым для того, чтобы провести около двух лет вдали от цивилизации.
Зиму 1817 года люди из отряда Бейла провели в Санта-Фе — городе, в то время находившемся на территории Мексики. Ожидая, пока установится погода, несколько человек из отряда в марте следующего 1818 года отправились на короткую охотничью экскурсию, затянувшуюся, впрочем, на месяц. Оставшиеся уже собрались выслать на их поиски спасательную партию, когда несколько охотников появились вновь с неожиданным и радостным известием, что преследуя бизонье стадо, им совершенно случайно удалось наткнуться на богатейшую золотую жилу, располагавшуюся «где-то в 250—300 милях к северу от Санта-Фе». Немедля охота была оставлена, и в течение следующих восемнадцати месяцев охотничья партия, а позднее и присоединившийся к ней остаток отряда, занялся золотодобычей. Сопутствующим металлом оказалось серебро, причем того и другого добыто было столько, что спутники Бейла могли считать себя обеспеченными до конца жизни.
Однако же, встал вопрос, чтобы переправить найденное на территорию Соединённых Штатов, «где единственно оно могло оставаться в безопасности». Эту миссию взял на себя Томас Джефферсон Бейл, в сопровождении десяти спутников доставивший найденное первоначально в Сент-Луис (Миссури), где часть была обменена (в целях облегчения транспортировки) на драгоценные камни, и затем спрятавший его в подземном руднике «неподалёку от Бафорда».

## Первая попытка дешифровки

### Начало
Неизвестный автор брошюры, если верить его словам, получил коробку вместе со всем содержимым от самого Роберта Морриса в 1862 году, то есть сорок лет спустя после первого визита Бейла в Линчберг.
Как следовало из того же письма Бейла, тот, оставив коробку у Морриса на случай «если произойдет наихудшее», чтобы тайна клада не умерла вместе с ним, просил отыскать тайник, и, оставив себе треть найденного, передать остальное родственникам и друзьям погибших. Список имен и адресов потенциальных наследников составлял содержимое криптограммы № 3.
Первоначально я подумывал о том, чтобы перечислить их поименно в этом письме, — отмечал Бейл, — но вовремя удержался, памятуя, что письмо вполне может попасть в чужие руки, причем некий мошенник сможет выманить у вас коробку, назвавшись одним из нас — так что мой первоначальный план представился наилучшим.
Криптограмма № 1 соответственно описывала точное местонахождение тайника, в то время как криптограмма № 2 представляла собой перечисление его содержимого.
Бейл упоминал также, что ключ к шифру оставлен в запечатанном конверте «некоему верному другу», проживавшему также в Линчберге, Виргиния, с инструкцией передать его в 1832 году в распоряжение Роберта Морриса, но друг этот никогда не дал знать о себе.
Неизвестно, предпринимал ли Моррис самостоятельно попытки дешифровать оставленные ему сообщения. Как следует из той же брошюры, в 1862 году в возрасте 84 лет он окончательно решился передать их своему молодому приятелю — будущему автору описания, с просьбой приложить все силы к их дешифровке, и в случае успеха, разделить долю самого Морриса между несколькими людьми, им назначенными (включая самого автора брошюры), с остальным же поступить согласно воле Томаса Бейла.
Будущий автор брошюры рьяно взялся за дело, не имея, впрочем, ни малейшего представления о криптографии. Если верить ему, то предположив изначально, что «каждое число представляет собой букву», он пересчитал их общее количество и пришёл к неутешительному выводу, что оно превосходит в несколько раз количество букв в алфавите. Посему логичным представлялся вывод, что Бейл зашифровал свои сообщения с помощью полиалфавитной системы, то есть одной и той же букве соответствовали несколько цифр.

### Криптограмма № 2
Автор брошюры предположил в рабочем порядке, что Бейл воспользовался методом «одноразового шифроблокнота» — иными словами, некая книга представляет собой ключ. Неизвестно, почему он сделал для себя вывод, что стоит пронумеровать слова на первой странице, после чего подставить вместо каждой цифры первую букву слова, получившего соответствующий номер.
Ввиду того, что книга-ключ оставалась неизвестной, автору оставалось за неимением лучшего, действовать т. н. методом «грубой силы» — перебирая одну книгу за другой и проверяя раз за разом свою догадку.
Действительно, через некоторое время ему повезло и Декларация независимости США оказалась ключом к шифрограмме № 2.
Декларация начинается следующим образом:

When1, in2 the3 course4 of5 human events it becomes necessary10 for one people to dissolve the political bands which have20 connected them with another, and to assume among the powers30 of the earth, the separate and equal station to which40 the laws of nature and of nature’s God entitle them50, a decent respect to the opinions of mankind requires that60 they should declare the causes which impel them to the70 separation. We hold these truths to be self-evident, and that80 all men are created equal, that they are endowed by90 their Creator with certain inalienable rights, that among these are100 life, liberty and the pursuit of happiness; That to secure110 these rights, governments are instituted among men…
Перевод
Когда ход событий приводит к тому, что один из народов вынужден расторгнуть политические узы, связывающие его с другим народом, и занять самостоятельное и равное место среди держав мира, на которое он имеет право по законам природы и её Творца, уважительное отношение к мнению человечества требует от него разъяснения причин, побудивших его к такому отделению. Мы исходим из той самоочевидной истины, что все люди созданы равными и наделены их Творцом определенными неотчуждаемыми правами, к числу которых относятся жизнь, свобода и стремление к счастью. Для обеспечения этих прав людьми учреждаются правительства, черпающие свои законные полномочия из согласия управляемых.

Подставив соответствующие буквы вместо цифр в криптограмме № 2, автор брошюры получил следующий текст:

I have deposited in the county of Bedford, about four miles from Buford, in an excavation or vault, six feet below the surface of the ground, the following articles belonging jointly to the parties whose names are given in number three herewith. The first deposit consisted of ten hundred and fourteen pounds of gold and thirty eight hundred and twelve pounds of silver deposited Nov. Eighteen Nineteen. The second was made Dec. Eighteen Twenty one and consisted of nineteen hundred and eighty eight of silver, also jewels, obtained in St. Louis in exchange for silver to save transportation, and valued at $13,000.
The above is securely packed in iron pots with iron covers the vault is roughly lined with stone and the vessels rest on solid stone and are covered with others. Paper number one describes the exact locality of the vault so that no difficulty will be had in finding it.
Перевод
В округе Бедфорд в четырех милях от Бафорда, в некоей заброшенной выработке или тайнике на глубине шести футов я спрятал следующие ценности, принадлежащие исключительно людям, чьи имена приводятся в документе, помеченном номером 3. Первоначальный вклад составили 1014 фунтов золота и 3812 фунтов серебра, доставленные туда в ноябре 1819 года. Второй вклад, сделанный в декабре 1821 года, состоял из 1907 фунтов золота и 1288 фунтов серебра, а также из драгоценных камней, вырученных в Сент-Луисе в обмен на серебро, для облегчения процесса доставки, чья общая стоимость составляла 13 тыс. долларов.
Всё вышеперечисленное надёжно скрыто в железных горшках, закрытых железными же крышками. Местонахождение тайника отмечают несколько выложенных вокруг него камней, сосуды покоятся на каменном основании, и засыпаны сверху также камнями. Бумага под номером 1 описывает точное местонахождение тайника, так что найти его можно будет без всяких на то усилий.

### Отказ от дальнейших попыток
Первый успех оказался, однако же, последним. Декларация Независимости не давала ключа ни к одной из оставшихся криптограмм. Впрочем, автор брошюры, как он признавался сам, оставив в стороне № 3, сосредоточил все усилия на дешифровке № 1 — местонахождения предполагаемого тайника. К сожалению, метод «грубой силы» был и остаётся самым непродуктивным из всех, известных для вскрытия полиалфавитных шифров. Простой перебор требует огромного количества времени, в чём в конечном итоге и убедился автор.
Двадцать лет спустя, дойдя едва ли не до полной нищеты в своих попытках вскрыть шифр Бейла, забросив для этого все остальные дела, он счёл разумным отказаться от их дальнейшего продолжения, предоставив «широкой публике» свободу действий в решении старой загадки.
Заканчивая брошюру, неизвестный автор, прекрасно понимая, что без ключа вскрытие шифра возможно исключительно случайным образом, дал своим многочисленным последователям достаточно разумный совет:
Я посоветовал бы вам отдавать этой задаче ровно столько времени, сколько вы сумеете выделить без ущерба для своей основной деятельности, а если свободного времени у вас нет, не беритесь за эту задачу вовсе. Мне никоим образом не хотелось бы, чтобы кто-то другой оказался в моем положении. (...) Также, в отличие от меня самого, ни в коем случае не жертвуйте своими интересами и интересами семьи ради того, что может в конечном итоге оказаться не более чем миражом, но как уже было сказано, по окончании дневных трудов, удобно устроившись у камина, посвятите этому небольшое время, что никому не причинит вреда, но может принести вполне ощутимые результаты.

## Гипотезы об авторстве анонимной брошюры

### Джеймс Беверли Уорд
На титульном листе первого издания «Документов Бейла…» стоит имя Джеймса Б. Уорда, выступавшего, согласно его собственным заверениям, представителем анонимного автора. Это обстоятельство привело к предположению, которое поддерживают многие исследователи криптограмм, что Уорд и был собственно автором, постаравшимся подобным образом скрыться от излишнего любопытства публики.
Об Уорде известно немного — он родился в семье Джайлса и Анны Уорд в 1822 году, получил домашнее образование. Его отец был адвокатом, издателем, и держал книжную лавку. В возрасте 16 лет Уорд поступил в Военную Академию США, которую благополучно закончил в январе 1840 года, после чего перебрался в Сент-Луис, где работал помощником военного казначея. Женился на Харриет Отей и три года спустя вместе с женой переехал в Линчберг, где познакомился и близко подружился с Робертом Моррисом. Бабушкой его жены была Элизабет Бафорд, дочь владельца таверны, где якобы многократно останавливался Томас Бейл.
Позднее Уорд посвятил себя уходу за плантацией, доставшейся ему по наследству после смерти деда по материнской линии. В 1843 году он вместе со своим шурином Дж. У. Отеем купил небольшой лесопильный завод, которым управлял вплоть до 1847 года
В 1862 году вступил в масонскую ложу Dove Lodge № 51. В 1884 году, согласно брошюре, он стал агентом неизвестного автора.

### Джон Уильям Шерман
Гипотеза о том, что подлинным автором «Документов Бейла» является издатель «Линчбургской газеты», бульварный романист и драматург Джон Уильям Шерман (1859—1928) была выдвинута в 1980-х годах Ричардом Х. Гривзом, отдавшим двадцать пять лет попыткам разгадать тайну бумаг Бейла.
По мнению Гривза, брошюра была написана в 1883 году и представляла собой бульварный роман, доходы от продажи которого должны были пойти на помощь семьям пострадавшим от городского пожара. Брошюра вышла из печати годом позже и была ещё раз переиздана в 1886 году, причем именно «Линчбергская газета» организовала ей шумную рекламу. Как полагает Гривз, деньги, полученные от продаж, на этот раз предназначались собственно газете, чье положение после экономического кризиса было трудным. Эта реклама появлялась на газетных страницах 84 раза, в то время как другая городская газета «Daily News» посвятила ей всего лишь несколько строчек сразу после первого издания.
По мнению исследователя, «Документы Бейла» представляют собой не более чем бульварный роман, составленный в традициях конца XIX века. С книгами этого типа «Документы Бейла» роднит как содержание — приключения на Диком Западе, так и цена второго издания — десять центов, так и анонимное авторство, вполне распространенная практика того времени. С точки зрения Гривза, Шерману необходимо было сохранять анонимность для того, чтобы изложенная в романе история приобрела хотя бы внешнее правдоподобие.
Кроме того, Шерман был внучатым племянником Паскаля Бафорда, владельца «Бафордской таверны», упоминающейся в брошюре, и двоюродным братом Харриет Отей, жены первого издателя брошюры Джеймса Уорда.
Также, по мнению Гривза, стиль брошюры и стиль писем, написанных якобы Томасом Бейлом, подозрительно похожи, что является ещё одним доказательством их принадлежности одному и тому же автору — то есть Джону Шерману.
Впрочем, некоторые доказательства, приводимые Гривзом, смотрятся достаточно шатко — так, он апеллирует к тому, что в литературной карьере Шермана «некая лакуна» приходится именно на 1883—1885 гг. как раз тогда, когда и создавались «Документы Бейла». Так же обращается внимание, что для некоторых из его романов характерны мотивы зарытых сокровищ, приключений на Диком Западе, писем и т. д. — при том, что ходульные сюжеты такого рода были всегда распространены в приключенческой литературе. Столь же шатко смотрится доказательство, будто увлечение Шермана криптографией вылилось в «шифрование» в одном из его романов имени лодки «B 4 Any» как скрытого намека на вдохновивший роман Артура Салливана и Уильяма Гилберта «Корабль Её Величества „Пинафор“», где В значит «boat» (англ. «лодка»), 4 — соответствует произношению слова «четыре» (four) и соответственно омонимично последнему слогу в имени корабля (fore), в то время как Any дает то же числовое значение как Pina — если взять за исходное номер каждой буквы в английском алфавите и сложить воедино.
Кандидат в авторы родился в 1859 году в Линчберге, там же учился и начал свою карьеру в качестве клерка в редакции газеты «Вирджиниан Пейпер», собственником которой в те времена был Чарльз У. Бартон. В течение следующих 12 лет он сумел сделать неплохую карьеру, побывав поочередно печатником, редактором, и наконец в 1885 году вместе с братом выкупив газету у Бартона. В 1887 году газета разорилась. Следующие три года Бартон отдал писательскому творчеству, выпустив ряд пьес и книг для детей.
В 1912 году последовательно работал репортером в «Линчберг Дейли Ньюс», «Дейли Адванс» (где поднялся до положения редактора) и «Ивнинг Уорлд», затем приставом в мэрии Линчберга, и умер в психиатрической лечебнице того же города, куда поступил в 1915 или 1916 годах.

### Эдгар Аллан По
Пожалуй, самым неожиданным «претендентом» на авторство «Документов Бейла» является Эдгар Аллан По, прославленный американский прозаик, поэт, криптограф.
То, что в отличие от первых двух потенциальных авторов По знал толк в криптографии, — несомненно. Так, известен эпизод из его жизни, когда будучи корреспондентом газеты «Alexander’s Weekly Messenger» он предложил всем желающим присылать ему криптограммы собственного изготовления, которые брался дешифровать в течение следующих шести месяцев. Действительно, это обещание было выполнено. Двумя годами позже, будучи уже сотрудником «Graham’s Magazine», По якобы получил два зашифрованных документа, автором которых выступал некий У. Б. Тайлер (как полагают, автором их на деле был он сам). Эти шифрограммы не поддались взлому, и были дешифрованы лишь в конце XX века —  в 1992 и 2000 годах.
По знал толк в мистификациях, причём умел и любил водить публику за нос. Так, например, 13 апреля 1844 года с помощью рассказа «История с воздушным шаром», опубликованной в газете «Sun», ему удалось убедить многих американцев, что некий воздухоплаватель на шаре, заполненном горячим воздухом, сумел за три дня пересечь Атлантику. Позднее сам По признался в обмане, назвав его «Шаровым розыгрышем» (The Balloon Hoax), однако поверили ему не сразу. Рассказ «Фон Кемпелен и его открытие» столь же удачно одурачил химиков и искателей лёгкой наживы, с готовностью поверивших в то, что некоему учёному удалось найти способ превращения недрагоценных металлов в золото.
Третий розыгрыш был связан с оживлением мертвеца, изложенном в рассказе «Правда о том, что случилось с мистером Вальдемаром», который также долго принимался за чистую монету любителями месмеризма.
Рассказ «Дневник Юлиуса Родмана» сумел одурачить даже Конгресс Соединённых Штатов, в реестре которого он долго фигурировал в качестве официального отчёта.
Таким образом, задумав в последний раз оставить с носом читающую публику, По, как полагают последователи этой гипотезы, заранее передал рукопись «Документов…» быть может, через свою сестру Розали. Предполагается, что именно на это намекает в тексте книги история о поездке её анонимного автора в Ричмонд. В 1862 году (в точности как это указано в тексте «Документов…» Розали МакКензи По действительно посетила этот город, где, испытывая острую нужду в деньгах, продала коллекционерам несколько вещей, принадлежавших брату. Предполагают, что именно в это время рукопись перешла в руки Уорда (или Шермана) — предполагаемых в этом случае душеприказчиками умершего.
Также указывается, что за исключением упоминания в брошюре Гражданской войны (которое можно было вставить в уже готовый текст), действие происходит в 1822—1840 годах, то есть ещё при жизни По. Стиль изложения, по мнению авторов гипотезы, несёт на себе несомненный «отпечаток гениальности», который вряд ли был свойственен столь посредственному автору, как Шерман, или Уорду, вообще никогда не написавшему ни строчки.
В декабре 2003 года с помощью современных технологий было проведено сравнительное исследование стиля «Документов…» и рассказа По «Дневник Юлиуса Родмана». Несмотря на многие общие закономерности, мнения исследователей остались противоречивыми. Если Роберт Уорд (однофамилец душеприказчика) уверенно придерживался мнения, что текст «Документов…» либо принадлежит По безусловно, либо его подлинный автор выступил по сути дела плагиатором, искусно скопировав чужой стиль, другие же предпочитают более осторожное мнение, что компьютерный анализ показал подобную возможность, но для окончательного решения нужны дополнительные исследования.

## Вторая попытка дешифровки. Братья Харт
После появления в печати брошюры анонимного автора вплоть до настоящего времени не прекращаются попытки вскрыть шифр Бейла.
Первая из них связана с именами братьев Джорджа и Клейтона Хартов (англ. George and Clayton Hart), с 1897 вплоть до 1912 года неутомимо пытавшихся раскрыть секрет криптограмм тем же методом «грубой силы», но без всякого успеха.
По воспоминаниям старшего из братьев, Джорджа, впервые криптограммы Бейла попались на глаза Клейтону в бытность того стенографом в офисе старшего клерка аудитора Норфолкской и Западной железной дороги Н. Х. Хейзелвуда. Хейзелвуд попросил его снять копии со всех трех шифрограмм, объяснив, что речь в них идет о кладе, зарытом где-то в окрестностях Оттер-Пикс («Выдровых гор»), по соседству с Роаноком (Виргиния). С его же позволения, Клейтон Харт снял копии с шифрограмм, вначале испытывая к ним всего лишь поверхностное любопытство. Несколько месяцев спустя Хейзелвуд, по всей видимости, сам бившийся над разгадкой, решил окончательно оставить свои попытки в этом направлении, тем более, что из-за возраста здоровье у него стало сдавать, и рассказал Клейтону всю историю от начала и до конца.
Оба брата немедленно начали дешифровку, отдавая ей всё свободное время. По воспоминаниям Джорджа, они попытались составить список книг и документов, которые могли оказаться в распоряжении Бейла в бытность того постояльцем Вашингтон-отеля, включив в этот список Конституцию Соединённых Штатов, Декларацию Независимости, полное собрание сочинений Шекспира и т. д. В течение 15 лет (1897—1912 гг.) они неутомимо пытались нумеровать слова и подставлять их первые буквы вместо цифр в шифрограмме 1 (местонахождение тайника), причем делали это вначале от первого слова до последнего, затем наоборот, нумеруя лишь каждое пятое, десятое и т. д. В любом случае, их попытки ни к чему не привели.
В это время ещё был жив первый издатель брошюры Джеймс Уорд. В 1903 году Клейтон Харт съездил к нему в Линчберг, получив дополнительные заверения, будто Уорд действительно выступал лишь агентом неизвестного автора, и по его поручению опубликовал брошюру в 1865 году. Большая часть тиража была уничтожена пожаром, один из оставшихся экземпляров Уорд сдал в Библиотеку Конгресса США. Наведенные Клейтоном справки подтвердили, что Уорд и его семья пользовались в городе большим уважением, причем никто и никогда не подозревал последнего в склонности к мистификациям или подлогам.
В 1912 году Джордж окончательно потерял надежду справиться с задачей, и позднее, перебравшись в Вашингтон, полностью посвятил себя адвокатской практике, лишь изредка (по его собственным словам) возвращаясь к шифрам Бейла.
Однако же, в декабре 1924 года он связался с полковником Джорджем Фабианом, криптографом на службе правительства США, прославившимся дешифровками нескольких сообщений во времена Первой мировой войны. Ответ Фабиана, поступивший 3 февраля 1925 года, был неутешителен — шифр Бейла относился к категории высшей сложности, и вскрыть его способом «грубой силы» было, как выразился полковник, «для новичка в этом деле невозможно ни за двадцать, ни за сорок лет».
Его младший брат не оставлял своих попыток вплоть до смерти, последовавшей 9 сентября 1946 года, но опять же, без всякого результата.

## Ассоциация шифров Бейла
В 1968 году была образована группа энтузиастов-криптографов, получившая название Ассоциации Шифров Бейла, среди членов которой состоял Карл Хаммер — один из пионеров компьютерного криптоанализа, но и ей не удалось продвинуться ни на шаг вперёд. Вначале в состав группы входили 11 энтузиастов, надеявшихся, что соединив свои знания и усилия, им удастся докопаться до истины.
В начале существования группы каждый новый участник должен был подписать специальное соглашение, в котором обязывался, в случае, если его личным розыскам будет сопутствовать успех, разделить найденный клад с остальными. Однако ввиду того, что это условие отпугивало многих, желающих вступить в организацию, от него в скором времени отказались.
В 1975 году членам Ассоциации удалось обнаружить в архивах Библиотеки Конгресса подлинник библиографической карточки, заполненной рукой Уорда в 1885 году — что было уже крупным успехом, так как до того времени о её существовании было известно только из записей братьев Харт и неоднократно раздавались голоса скептиков, утверждавших, будто никакой брошюры никогда не существовало, а историю с начала и до конца изобрел аудитор Хейзелвуд, решив таким образом подурачиться за их счёт.
В 1979 году в архиве Исследовательского центра Уильяма Ф. Фридмана и Джорджа С. Маршалла (Лексингтон, Виргиния) была обнаружена и сама брошюра.
Также, пытаясь опровергнуть всё более многочисленных скептиков, отстаивавших мысль об исконной подложности шифров Бейла, являвшихся по их мнению, результатом мистификации, тот же Карл Хаммер сумел доказать способами математической статистики, что криптограммы отнюдь не являются набором случайных цифр, но во всех трёх прослеживаются циклические отношения, характерные именно для зашифрованного текста, причём, согласно его мнению, зашифрованного именно подстановкой цифр вместо исконных букв.
С 1979 году Ассоциация стала издавать собственный информационный листок, выходящий четыре раза в год, в котором содержится информация, способная заинтересовать участников и помочь им в работе. В частности, группе удалось подтвердить реальное существование и собрать богатый биографический материал касательно главных героев истории шифров Бейла, как то: Роберта Морриса, Джеймса Уорда и братьев Харт. Тогда же была учреждена библиотека Шифров Бейла, в которой содержится вся известная на данный момент информация по этому вопросу, включая работы самих членов Ассоциации.
В 1986 году один из членов группы, преподобный Стефен Коуарт, проделав достаточно громоздкие статистические исследования, в основу которых положил отношения между встречаемостью и местоположением цифр в бумагах Бейла, пришёл к выводу, что оставшиеся две криптограммы изготовлены отнюдь не методом простой замены букв на цифры. Позднее было выдвинуто предположение, будто речь идет о т. н. «перешифровке» — когда уже зашифрованный текст шифруется ещё раз с использованием иного ключа, в то время как большинство членов Ассоциации не согласились с этим мнением, противопоставляя ему, к примеру исследования Альберта Лейтона, доказывавшего в свою очередь, что шифры Бейла все изготовлены с помощью одноразового шифроблокнота.
В данный момент времени Ассоциация шифров Бейла продолжает существовать, количество участников в ней выросло до 100 человек, но успех по-прежнему не достигнут.

## Поиски сокровищ Бейла
Ввиду того, что дешифровка оставшихся криптограмм многими полагалась делом безнадежным или, по крайней мере, не слишком многообещающим, предпринимались многочисленные попытки найти сокровища Бейла простейшим способом — разрыв на достаточную глубину места их возможного (с точки зрения конкретного искателя) нахождения.
Первую по времени попытку поиска «вслепую» предприняли те же братья Харт, убедившись, что взлом шифра может оказаться им не под силу. Этому предшествовало несколько нетривиальное обстоятельство — младший из братьев, Клейтон, в 1898 году увлёкся вопросами месмеризма и гипноза, и даже несколько раз удачно выступил с подобными номерами на сцене. Загипнотизировав некоего неназваного «ясновидящего, юношу 18 лет», он сумел заставить его «увидеть» сокровище, захороненое якобы в нескольких милях от Бафорда неподалёку от речушки Гус-Крик, а также путь отряда Бейла — «нескольких конных и нескольких груженых фургонов», и наконец их гибель в Скалистых горах от рук индейцев.
Прокопав ночь напролет в некоем месте, показавшемся им «многообещающим», братья остались, как и следовало ожидать, ни с чем. Ясновидящий, однако же, настаивал на своем, уверяя, что они «немного промахнулись» и клад лежит под корнями росшего здесь же старого дуба. Старший брат, Джордж, решил оставить поиски, в то время как более упорный Клейтон вернулся на следующую ночь, подорвал дерево с помощью динамита, но результат и в этом случае оказался отрицательным.
Как выяснилось позднее, ситуация была достаточно серьёзной, привлеченные шумом работ местные жители устроили неподалёку вооруженную засаду, и трудно предвидеть, чем закончилось бы предприятие обоих братьев, если бы им сопутствовал успех.
В 1966 году некий банкир из Теннесси нанял экскаватор с водителем и заставил того разрыть достаточно большой участок территории в местах, предположительно указанных документами Бейла. Эти усилия пропали даром, впрочем как и попытка с помощью бульдозера снести почти до основания холм Пургатори Маунтен.
И наконец в ноябре 1989 года профессиональный охотник за сокровищами Мел Фишер, прославившийся тем, что за четыре года до того нашёл и поднял на поверхность моря золотой клад испанского галеона «Нуэстра Сеньора де Аточа», увлекшийся, как многие другие, загадкой шифров Бейла, купил себе участок земли возле Грэм Милл («Мельницы Грэма», Бедфорд, Виргиния), там, где по его мнению должен был находиться клад. Во избежание толков Фишер спрятался за псевдонимом «мистер Вода» (Mr. Voda) и, ископав все вокруг, как и многие другие, остался ни с чем. Фишер был полон решимости продолжить поиски, но в скором времени скончался.
В настоящее время также находятся энтузиасты, пытающиеся извлечь информацию о местонахождении клада из дешифрованной криптограммы № 2 — в частности, исходя из слов «в 4 милях от таверны Бафорда» (чье местонахождение установлено с достаточной точностью) и «окружена камнями». Каждое лето толпы желающих разбогатеть наводняют собой окрестности Гус-Крик, покупая металлоискатели и нанимая за свой счет лозоходцев и ясновидящих, к вящему неудовольствию местных фермеров роют глубокие ямы возле каждой каменной россыпи.
Не обошлось и без курьезов — так, Джозеф Янчик и его жена Мэрилин Парсонс в сопровождении пса по кличке Пончик были пойманы в попытках разрыть под покровом ночи могилу на церковном кладбище, поскольку им показалось, будто сокровища Бейла хранятся именно там. За «надругательство над мертвыми» оба попали в тюрьму и в конечном итоге были приговорены к штрафу в 500 долларов.

## Сомнения
Вскоре после появления анонимной брошюры и вплоть до настоящего времени высказываются серьёзные сомнения — существовал ли на самом деле человек по фамилии Бейл и не является ли вся история мистификацией с начала и до конца.
Отмечалось, что для экспертизы никогда не были представлены подлинники писем Бейла, криптограмм, как и прочего содержимого коробки, якобы переданной автору брошюры Робертом Моррисом. Издатель «Документов Бейла…» Джеймс Уорд объяснял это тем, что вместе с большей частью тиража они пропали во время большого пожара, охватившего склад издательства в 1883 году.
Кроме того, удалось установить, что Роберт Моррис стал хозяином отеля в 1823 году и уже потому никак не мог в этом качестве встретиться там с Бейлом в январе 1820 года. Кроме того, само название «Вашингтон Отель» возникло много лет спустя, уже после того, как ушедший на покой Моррис продал его новому владельцу. Однако здесь можно предположить ошибку самого автора брошюры, назвавшего неправильную дату. Либо Моррис мог работать в отеле, а затем взять его в аренду, а что до названия — возможно, автор просто не знал, как отель назывался раньше.
Также, говоря о стаде бизонов, Бейл употребляет в своем письме слово «stampede» (паническое бегство), непосредственно восходящее к испанскому «estampida» с тем же значением. Однако же, слово «stampede» зафиксировано в печатных источниках не ранее 1844 года, то есть как минимум двадцатью годами позднее, чем были написаны письма Бейла. Но и здесь доказательство не окончательно — вполне можно предположить бытование этого слова в устной речи, начавшееся много ранее, чем оно было зафиксировано на бумаге.
Также никогда не было доказано, что в Виргинии в это время жил человек по имени Томас Джефферсон Бейл. Впрочем, это доказательство далеко не безусловно — сторонники подлинности криптограмм ссылаются на то, что во-первых, в исходной брошюре Бейл никогда не называет себя полным именем, подписываясь инициалами Т. Дж. Б. или в лучшем случае — Томас Дж. Бейл. Расшифровка «Дж.» как «Джефферсон» уже гораздо более позднего свойства, и восходит к факту, что автором Декларации Независимости был Томас Джефферсон. Далее, принятая в XIX веке практика записи имен на слух могла серьёзно исказить подлинное написание, так встречаются варианты написания этой же фамилии как Beal, Beall или даже на французский манер Bouille. И, наконец, никем не доказано, что Бейл представился подлинным именем или что он был родом из Виргинии.
Более того, братья Харт отмечали, что в районе Гус-Крик существовала плантация, принадлежавшая семейству Бейл, при том, что речь шла скорее всего просто об однофамильцах. Также обращают внимание, что в результатах Переписи населения, предпринятой правительством США в 1810 году, отсутствуют сведения именно о части штата Виргиния.
Не стоит также забывать, что принятая в США вплоть до 1850 года практика переписи состояла в том, что по имени назывался лишь глава семьи, в то время как остальные лишь пересчитывались. Таким образом, если у Томаса Бейла к тому времени был ещё жив отец, с которым Томас совместно проживал, оказаться в переписи имя Бейла-младшего не могло.
Кроме того, один из исследователей легенды, виргинский историк Питер Ваймайстер в результате кропотливого исследования местных архивов установил, что около 1790 года на свет появились несколько человек по имени Томас Бейл, причем, наскольких можно отследить по отрывочным фактам их биографий, один из этих Бейлов вполне мог оказаться героем всей истории. Также в почтовых документах Сент-Луиса за 1820 год нашлось упоминание о некоем Томасе Бейлле (Thomas Beill), что опять же соответствует содержимому брошюры, будто Бейл посещал этот город именно в 1820 году.
В архивах также не сохранилось никаких упоминаний об экспедиции, якобы обнаружившей богатые золотые прииски, но опять же, если верить Ваймайстеру, среди шайеннов сохранилась легенда, будто золото и серебро, добытое где-то на Западе было затем захоронено в Восточных горах. Легенда впервые записана около 1820 года.
Отмечают достаточное количество ошибок и несовпадений между дешифрованной криптограммой № 2 и текстом Декларации Независимости. Так, например, цифра 95 заменяет собой букву «u», в то время как в Декларации 95-м словом является «inalienable» («законный, неотчуждаемый», в то время как в нескольких копиях Декларации, восходящих к XIX веку действительно встречается вариант «unalienable»).
Кроме того, по замечанию Брэда Эндрюса, сторонника теории, будто Томас Джефферсон Бейл являлся на самом деле приватиром Жаном Лафиттом, для составителя фальшивки было более чем опасно приводить в ней имена реально существовавших людей, причем людей достаточно высокого положения, впутывая их в «сомнительную историю с сокровищами», не рискуя оказаться вовлеченным в судебный процесс по обвинению в клевете.

## Современное состояние
Профессиональные криптоаналитики также не оставили шифры Бейла без внимания. Ими интересовался Герберт Ярдли, первый директор американского «Черного кабинета» времен Первой мировой войны. Безуспешными оказались попытки и его лучшего сотрудника — полковника Фридмана, использовавшего в дальнейшем шифры Бейла в обучении начинающих криптоаналитиков. По словам того же Фридмана, раскрывшего секрет телеграммы Циммермана и многих других шифрованных сообщений, применявшихся враждующими армиями того времени, шифр Бейла есть «дьявольский манок, призванный соблазнить и запутать доверчивого читателя». Карл Хаммер, бывший директор «Sperry Univac», отрабатывал на шифрах Бейла методы компьютерного анализа, но до нынешних времен два из трех документов, составленных в конце XIX века, не поддаются даже самым изощренным методам взлома.
В настоящее время подтверждено, для взлома шифров Бейла использовано около 8 тыс. документов, среди которых Статуты Соединённых Штатов, договор между правительством и апачами, булла папы Адриана IV касательно вторжения в Ирландию и даже договор в Брест-Литовске (1918 г.), причем без всякого на то результата.
Впрочем, некоторым из энтузиастов удавалось получать из криптограмм более-менее связный текст, но эти результаты в большинстве случаев вели в никуда. В частности, вновь и вновь в Интернете всплывает информация, будто некоему счастливчику все же удалось подобраться к разгадке или даже найти тайник Бейла, впрочем, до нынешнего времени все подобные декларации остаются исключительно голословными.
Так, в журнале «Treasure Magazine» около двадцати лет назад мелькнуло сообщение, будто некто, скрывшийся за псевдонимом «мистер Грин» обнаружил ключ, записанный на задней обложке семейной библии. Для того, чтобы прочесть криптограмму № 1 по его мнению следовало сложить содержащиеся в ней цифры с соответствующими цифрами № 2, и работать уже с получившимися результатами. Неизвестный уверял, что ему лично удалось прочесть стоявшую под первой криптограммой подпись — «капитан Тм. Дж. Бейлл». Продолжения эта история не имела.
Джозеф Дюран, гражданин Соединённых Штатов, после многих лет работы над криптограммами № 1 и № 3 пришёл к выводу, будто ключом является договор Адамса — Ониса от 1819 года. Однако, следы привели его на территорию Федерального Парка США, и в настоящее время Дюран пытается добыть средства для того, чтобы выкупить в личное владение клочок земли, где, как ему кажется, скрыто сокровище.
Мелу Ливитту, писателю, бившемуся над дешифровкой бумаг Бейла в течение тридцати лет, якобы удалось доказать, что сокровище Бейла изначально принадлежало пирату по имени Жан-Пьер Лафитт. Похожую теорию выдвинул Фред Джонс, выступивший с ней в передаче «Загадки Истории». По мнению его неназванного корреспондента, криптограммы написаны по-французски. В настоящее время оба пытаются продать через Интернет и розничную торговлю как можно большее количество экземпляров написанных ими книг, где защищается та или иная теория.
И наконец анонимные наследники некоего Дэниела Коула (1935—2001) с помпой объявили о дешифровке обеих криптограмм и обнаружении тайника Бейла, фотографией которого любой желающий может любоваться на их личном сайте. Там же находятся фотографии объектов, найденных при раскопках — как то часть железного горшка, железная же пряжка и кусок выделанной кожи. Было ли найдено нечто ещё, остается неизвестным. Тайник, по уверениям создателей сайта, находится в районе Блю Ридж.
Криптограмма № 1 по их же уверениям, читается следующим образом:
Девятнадцать на юг, направо до второй отметки. Два от начала главного хребта, к югу от восточной стены. С южной стороны, на глубине шести футов. Открывай спереди, спускайся от верхнего переднего края. Убери камни и землю в глубину и вокруг. Дальше от внешней стены два прямо вглубь, копай с южной стороны и вниз начиная с отметки.
Что касается № 3, в нём Бейл, по уверениям кладоискателей, якобы заявлял, что никаких ценностей тайник уже не содержит, так как все члены его команды разобрали полагающиеся им доли, он же отдал свою на благо правительства и Президента США, ввиду отсутствия наследников. Он же не оставляет никаких ключей, чтобы максимально затруднить прочтение криптограмм.
Напрашивающийся сам собой вопрос, зачем было столько предосторожностей касательно уже пустого тайника, остаётся без ответа.

## Иные возможности и догадки
В настоящее время попытки дешифровать бумаги Бейла продолжаются. Некоторые из энтузиастов, считая, что Декларация Независимости должна также быть ключом к остальным шифрам, пытались нумеровать слова от конца к началу, через одно, выборочно, и т. д. Эти усилия оказались потрачены впустую. Отмечается, что Декларация содержит всего лишь 1322 слова, в то время как нумерация Бейла заканчивается на цифре 2906. Некоторые в качестве ключа вслед за братьями Харт пытались использовать и другие материалы, или же предполагали, будто в двух других криптограммах использовался принципиально иной метод шифрования.
Существует также предположение, будто ключом могло быть сочинение самого Бейла, посвященное, например, охоте на бизонов, длиной в нужное (или большее) количество слов, написанное в единственном экземпляре, который и был оставлен на хранение неназванному другу. Друг этот, вероятно, потерял или уничтожил его. Если действительно эта догадка правильна, взлом шифра Бейла на данной стадии развития криптоанализа представляется делом безнадежным.
Ещё одно, столь же умозрительное соображение состоит в том, что анонимный автор брошюры сознательно исказил исконный вид криптограмм, чтобы «друг», в чьих руках оставался ключ, не мог самостоятельно дешифровать их и присвоить себе клад, но вынужден был обратиться за помощью к автору.
Также выдвигается мнение, что шифр Бейла поддался взлому давным-давно, однако счастливчик, сделавший это, по понятным причинам умолчал о своей удаче. Иногда полагается, что клад перешёл в руки АНБ, ввиду того, что это агентство располагает наилучшими в мире силами криптоаналитиков, математиков и самыми мощными компьютерами.

## Маргинальные и неподтвержденные теории

### Приватир Жан Лафитт
Теория, что Томас Джефферсон Бейл был на самом деле пиратом по имени Жан Лафитт, выдвигалась неоднократно и нашла своего подлинного защитника в лице Брэда Эндрюса, посвятившего этому вопросу отдельную статью.
О приватире Лафитте известно немного — он появился у американских берегов около 1804 или 1805 года, возможно, некоторое время состоял на тайной службе у испанцев, но предпочел стать профессиональным пиратом, грабившим, как предполагается, с молчаливого согласия американского правительства, английские и испанские суда, сбывая награбленное в Новом Орлеане. Рассорившись с губернатором, который опасался, что покровительство Лафитта французским эмигрантам приведет к вытеснению американцев из района Миссисипи и спровоцирует войну с Канадой, Лафитт захватил губернаторскую казну, и в ответ на попытку назначить за его голову награду в 500 долларов, объявил встречное предложение о награде в 5 тыс. за голову самого губернатора.
В битве за Новый Орлеан он принял сторону американцев, за что был прощён, однако не вернул ни денег ни трофеев, которых у него было немало. В 1826 году следы пирата окончательно теряются, о его дальнейшей судьбе сведений не сохранилось.
Эндрюс обратил внимание в первую очередь на сходство словесного портрета Т. Дж. Бейл, и Жан Лафитт: оба были «высокими смуглыми мужчинами с обветренной кожей». Также по мнению Эндрюса, Лафитт придавал особую ценность Декларации Независимости, считая будто она является основным документом, обеспечивающим свободу любого человека на территории США, и тем самым защищает интересы находящихся там французских эмигрантов. Посему неудивительно, что именно её бывший пират использовал для шифрования криптограммы № 2 — самой важной из всех, содержавшей размер и список ценностей клада. Кроме того, Лафитт в своих мемуарах не раз ссылался, что ему случалось путешествовать переодетым, под вымышленным именем в сопровождении своих офицеров или даже преданного священника (отца де Седелла); так например, известно, что он во время подобных путешествий называл себя именем Теодора Лукаса, утверждая, что живёт в Балтиморе по несуществующему адресу. В качестве ещё одного псевдонима использовалось имя Уильям Уитеридж. Ему была знакома наука шифрования, и он был широко известен как удачливый и ловкий дуэлянт, что опять же совпадает с данными, приводящимися в брошюре. Также, по мнению Эндрюса, важным стоит считать, что в окрестностях Сент-Луиса жила дочь приватира вместе со своим мужем, а сам приватир и его брат Пьер не раз бывали в Виргинии, в частности, назывались города Чарльстон, Бостон и Уилмингтон, где им довелось гостить во второй половине 1831 года.
После того, как правительство США окончательно решило пожертвовать бывшим приватиром для заключения мира с Испанией, ему требовалось скрыть свои ценности, чтобы облегчить себе возможность исчезновения.
Эндрюс также обратил внимание, что слово «связи» (connections) в брошюре написано на французский манер (connexions), а в том, что Лафитт был французом, (точнее, креолом), сомневаться не приходится. Дополнительными доказательствами он считает тот факт, что Бейл «уж слишком скрупулёзно» обозначил точный вес золота и серебра, как это принято было делать в испанских судовых декларациях и «гораздо более реальную возможность» доставить ценный груз к месту назначения морским путем, чем перевозить его с помощью фургонов по более чем небезопасным дорогам.

### Масонские корни легенды
Джо Никель — исследователь, отнесшийся к бумагам Бейла с достаточной долей скепсиса — выдвинул предположение, что речь идет о мистификации, от начала и до конца сфабрикованной Джеймсом Уордом, чье существование, в отличие от его мифического персонажа, может быть подтверждено с документальной точностью.
Опираясь на сведения о масонских симпатиях Уорда, Никель предположил, будто бумаги Бейла говорили на самом деле о духовном сокровище масонов, а «тайник, окруженный камнями» прямо перекликается с их ритуальными понятиями. В настоящее время эта теория других последователей не имеет.